# Rocky Mountain National Park

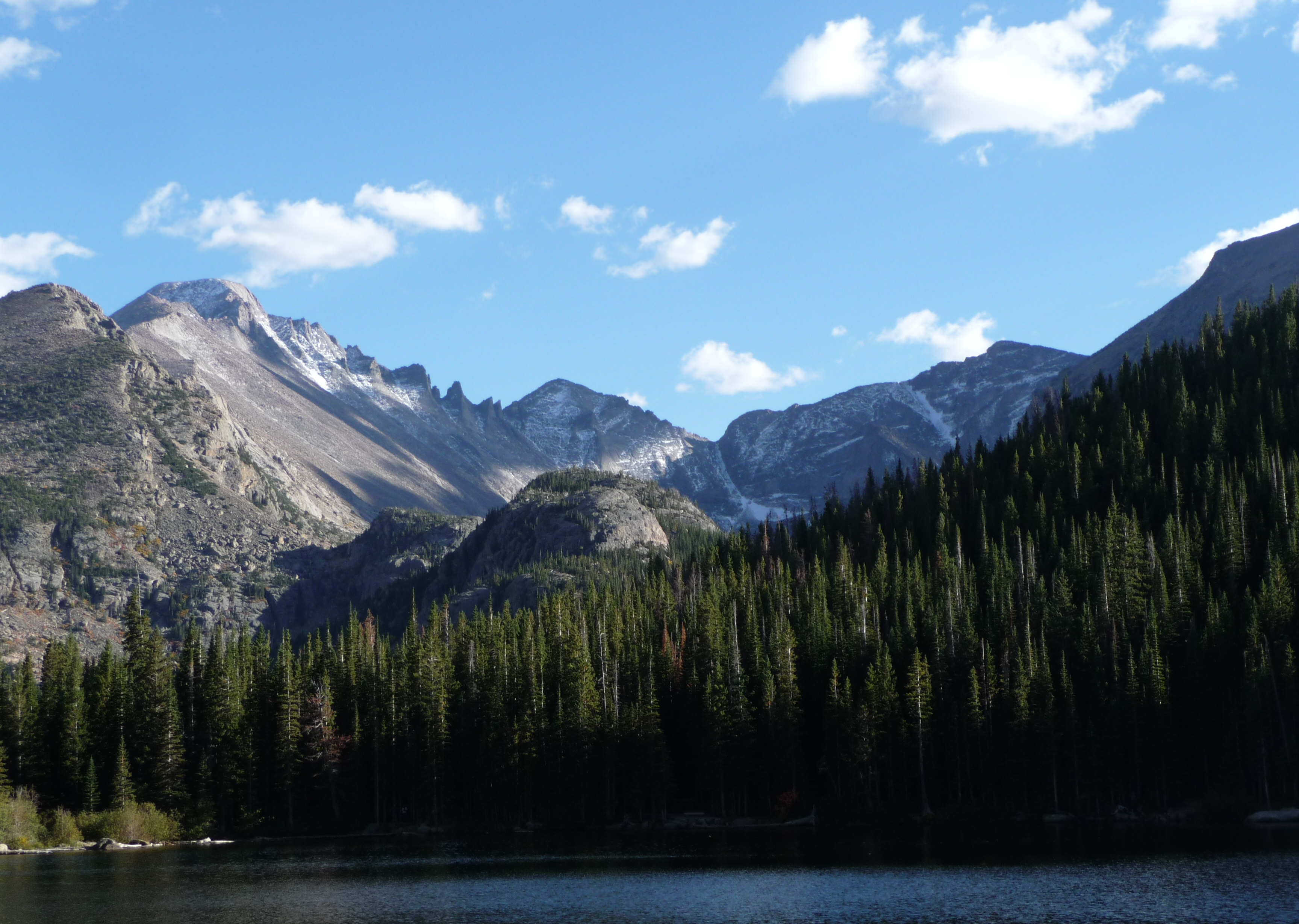
Uitzicht vanaf het Bear Lake

Rocky Mountain National Park is een Amerikaans nationaal park in de Southern Rocky Mountains in het noorden van de staat Colorado.
Rocky Mountain National Park bezit majestueuze berggezichten, gevarieerde klimaten en omgevingen – van bossen tot bergtoendra – en makkelijk te bereiken wandelroutes en kampplaatsen. In het park liggen de bronnen van de rivier de Colorado. Het park ligt ten noordwesten van Boulder (Colorado) in de Colorado Rockies. Het park is omgeven door het Roosevelt National Forest in het noorden en het oosten, Routt National Forest in het noordwesten, en Arapaho National Forest in het zuidwesten. De hoogste berg is Longs Peak met een hoogte van 4345 m.

## Bezoek
Het park telt vijf bezoekerscentra. Het hoofdkwartier, Beaver Meadows Visitor Center, is een National Historic Landmark, ontworpen door de Frank Lloyd Wright School of Architecture te Taliesin West.
Het park wordt doorkruist door drie wegen, U.S. Highway 34 en 36, en de Colorado State Highway 7. State Highway 7 loopt over een afstand van minder dan een mijl door het park, maar geeft toegang tot het Lily Lake Visitor Center. Highway 36 komt het park binnen vanuit het oosten waar het na enkele kilometers aansluit bij Highway 34. Deze weg is tevens gekend als de Trail Ridge Road doorheen het park, gaat hij van de stad Estes Park, in het oosten naar Grand Lake, in het zuidwesten. De weg gaat boven de 3700 meter en is door sneeuwval in de winter gesloten.

## Fauna
Het park herbergt een ruime variatie aan wild. Haviken, arenden, zwarte beren, coyote's, muildierherten, poema's, dikhoornschapen en elanden worden er aangetroffen.